# Frederick Bawden
Sir Frederick Charles Bawden (* 18. August 1908 in North Tawton, Devonshire; † 8. Februar 1972 in Harpenden, Hertfordshire) war ein britischer Pflanzenpathologe, der ein Pionier auf dem Gebiet der Pflanzenviren war. Mit Norman Pirie isolierte er das Tabakmosaikvirus (TMV).
Bawden studierte an der Universität Cambridge und war danach zuerst bei Redcliffe Nathan Salaman  an der Potato Virus Research Station in Cambridge. Ab 1936 war er an der Rothamsted Experimental Station, wo seine Zusammenarbeit mit Norman Pirie begann. 1940 wurde er dort Leiter der Pflanzenpathologie, 1950 stellvertretender Direktor und 1958 Direktor, was er bis zu seinem Tod blieb.
1959 erhielt Bawden die Leeuwenhoek-Medaille der Royal Society, deren Fellow er seit 1949 war, 1967 wurde er als Knight Bachelor geadelt. 1961 wurde er zum auswärtigen Mitglied der Königlich Niederländischen Akademie der Wissenschaften gewählt.
An seinem Labor in Rothamsted entwickelt er Verfahren, Pflanzenviren zu eliminieren. Beispielsweise gelang es dort seinem Mitarbeiter Basil Kassanis, den Kartoffel-Mosaikvirus aus der Kartoffelsorte King Edwards zu entfernen, der Hauptsorte in Großbritannien, wo der Befall während des Zweiten Weltkriegs große Verluste hervorrief. Weitere Viren, deren Bekämpfung an seinem Labor befördert wurden, waren das TMV (Tabakmosaikvirus) und das TBSV (Tomato-bushy-stunt-Virus). Sein Labor untersuchte auch die Ausbreitung von Pflanzenviren über Insekten.
In seinen letzten Lebensjahren kämpfte er gegen Tendenzen kurzfristiger Forschungsförderung in Großbritannien, wie sie sich insbesondere im Rothschild Report 1971 manifestierten, der eine marktwirtschaftliche Sicht der Forschungsförderung befürwortete.
Er war seit 1935 mit Marjorie Cudmore verheiratet, die sich für Familienplanung in der Dritten Welt einsetzte.